# Mathieu Giudicelli
Pour les articles homonymes, voir Giudicelli.

a Compétitions nationales et continentales officielles uniquement.

b Matchs officiels uniquement.
Dernière mise à jour le 30 juin 2018.
Mathieu Giudicelli, né le 7 février 1990 à Montpellier, est un joueur français de rugby à XV, reconverti en tant que dirigeant après sa carrière sportive.
Depuis 2019, il est directeur général de Provale.
Son frère Vincent est également joueur professionnel.

## Biographie
Mathieu Giudicelli connaît son premier trophée en étant champion d'Europe des moins de 18 ans de la FIRA avec l'équipe de France à Trévise[réf. nécessaire]. À la fin de sa troisième année au Pôle Espoir, il intègre le Pôle France à Marcoussis avec la promotion Michel Crauste entraînée par Gérald Bastide. En février 2010, il participe au Tournoi des Six Nations des moins de 20 ans. 
Issu du centre de formation du Montpellier HR, et faisant partie de l'équipe espoir du club entraînée par Éric Tissot, il dispute son premier match professionnel lors de la rencontre du Challenge européen contre les Exeter Chiefs, le 9 octobre 2010.
Après quatre années passées sous contrat au Montpellier HR, il s'engage avec le Stade montois en contrat espoir pour une durée d'une saison,. En avril 2013, alors qu'il a signé initialement à l'Union Bordeaux Bègles pour les deux saisons suivantes, il ne rejoint finalement pas le club bordelais car le Stade montois réclame des indemnités. Il s'engage donc avec ce dernier où il paraphe son premier contrat professionnel de deux ans avec l'équipe landaise qui évolue en Pro D2 lors des saisons 2013-2014 et 2014-2015.
À la suite de ces deux saisons, il s'engage pour deux saisons au Tarbes Pyrénées rugby qui évolue également en Pro D2. Mais lors de la première saison (2015-2016), le club haut-pyrénéen est en proie à de graves problèmes administratifs et se voit sanctionné d'une rétrogradation administrative en fédérale 1 à l'issue de la saison.
Après une saison exemplaire de cette équipe malgré les problèmes extérieurs, de nombreux joueurs partent vers d'autres horizons. C'est le cas de Mathieu Giudicelli qui s'engage pour deux saisons au Biarritz olympique Pays basque. Lors de sa première saison, emmené par Frédéric Garcia et David Darricarrère, le BOPB parvient à se qualifier, pour la première fois depuis la descente du club en 2013-2014 pour les phases finales du championnat de pro D2 2016-2017 grâce à sa victoire à Mont-de-Marsan à l'ultime journée. En demi-finale, Mathieu et ses partenaires s'inclinent contre le futur promu Agenais à Armandie. Pendant la seconde saison, alors que les Basques affrontent Perpignan à Aimé Giral le 8 mars 2018, lors d'un match du championnat de Pro D2, le match est arrêté à la 35e minute et Mathieu Giudicelli est évacué sur civière afin d'être transporté à l'hôpital. Cette blessure marque la fin de sa carrière de joueur professionnel.
Le 19 mars 2019, il reçoit le diplôme de Manager de Business Unit à la Toulouse Business School. En 2020, il est diplômé de l'EM Lyon Business School.
Il prend ses fonctions en tant que directeur général adjoint à Provale, le syndicat des joueurs de rugby professionnel, en octobre 2019, pour compenser l'absence de la directrice générale, Laure Vitou, victime d'une longue maladie. Il devient directeur général après son départ en mai 2021.

## Palmarès

### En club
- Champion de France Reichel en 2011[19]
- Demi-finale de Pro D2 en 2017

### En équipe nationale
- Champion d'Europe FIRA moins de 18 ans[réf. nécessaire]

## Statistiques
- Équipe de France moins de 16 ans (3 sélections)[réf. nécessaire]
- Équipe de France moins de 18 ans (5 sélections)[réf. nécessaire]
- Équipe de France moins de 19 ans[20] (5 sélections)[réf. nécessaire]
- Équipe de France moins de 20 ans (3 sélections)[21].
- Équipe de France de rugby universitaire (3 sélections)[réf. nécessaire].